# عبد الهادي الصديق (أديب)
عبد الهادي أحمد صديق دارصليح (23 يونيو 1947 - 20 يونيو 2000) كاتب وأديب ودبلوماسي سوداني ولد بأم درمان .

## النشأة والتعليم
نشأ عبد الهادي أحمد صديق الشهير بعبد الهادي الصديق بحي الملازمين العريق بأم درمان لأبوين سودانيين. عمل والده موظفاً إدارياً بالحكومة إبان عهد الاستعمار البريطاني المصري. تلقى تعليمه الابتدائي بمدرسة المؤتمر. تخرج من جامعة الخرطوم- كلية الآداب- مع مرتبة الشرف الأولى في اللغة العربية في العام 1972م وكان مشروع تخرجه في السنة الخامسة كتاباَ كاملاً بعنوان (أصول الشعر السوداني) ولا يزال هذا الكتاب من أهم المراجع. نال الدبلوم العالي في العلاقات الدولية من باريس بفرنسا في العام 1982م.

## حياته المهنية
عمل محاضراً ورئيساً لشعبة الدراما بالمعهد العالي للموسيقى والمسرح في الخرطوم من العام 1972م إلى العام 1974م. التحق بوزارة الخارجية السودانية عام 1972م حتي وفاته عام2000 للعمل كدبلوماسي وعمل بسفارات السودان بالجزائر وبيروت وواشنطن وتشاد والمانيا. تدرج إلى درجة سفير وممثل للسودان في مالي وجمهورية أفريقيا الوسطى. تخصص في مجال الدراسات الأفريقية وعمل مديراً للإدارة الأفريقية بوزارة الخارجية. خلال عمله بوزارة الخارجية شارك كعضو لوفد السودان في كثير من المؤتمرات والقمم وأبرزها الجمعية العامة للأمم المتحدة بنيويورك للدورات 22،23،24، ومؤتمرات القمة الأفريقية ومؤتمرات القمة الفرنسية الأفريقية. لقبه الشاعر السوداني محمد المهدي المجذوب بصاحب الإمارة والسفارة، الإمارة يقصد بها إمارة الأدب والسفارة نسبة لعمله في السلك الدبلوماسي حسب ما ورد على لسان الكاتب والباحث الراحل الطيب محمد الطيب.

## حياته الأدبية
برز نشاطه الأدبي من عمر مبكر، ازدهر هذا النشاط عند التحاقه بكلية الآداب جامعة الخرطوم، كان ناشط ومؤسس في جمعية أباداماك الثقافية، وكان يكتب في جريدة الصحافة اليومية ولعل أبرز ما كتب كان حين زارت المغنية الكبيرة أم كلثوم الخرطوم(النيل يجري جنوبا). انضم إلى اتحاد الكتاب السودانيين وعمل نائبا للأمين العام في 1972، كما عمل مساعدا للأمين العام للشئون الخارجية باتحاد الكتاب السودانيين دورة 1988-1989. شارك في العديد من المؤتمرات والفعاليات الثقافية داخل وخارج السودان، من أهمها مؤتمر اتحاد الكتاب العرب الثالث سنة 1973 والرابع سنة 1974 ببيروت، وقد شارك أيضا في مؤتمر الثقافة السودانية الأول بالخرطوم عام 1974، كما شارك بمهرجانات المربد الشعرية ببغداد، وكان عضو السودان لمؤتمر المفكرين والمثقفين الأفارقة سنة 1996. عمل كعضو بارز في كثير من لجان النصوص الشعرية والمسرحية والسينمائية وقد عمل كعضو للجنة الاستشارية العليا للدراما عام 1995، وعضو المجلس القومي لرعاية الآداب والفنون. اشتهر صالونه الأدبي المعروف بمنزله في أم درمان حيث ارتاده العديد من الأدباء والشعراء والفنانين وانطلقت مواهبهم من هناك.

## عمله بالصحافة
عمل محرراً لصفحة الأدب والثقافة بصحيفة الأيام (تحولات)1973-1974، كتب وشارك في الكثير من الصحف السودانية مثل الخرطوم ، الصحافة (عدد الثلاثاء الثقافي).
و في الصحافة العربية كتب في كل من الأنوار اللبنانية، الدوحة القطرية، كتابات البحرينية، المجاهد الجزائرية، الأقلام العراقية، الآداب اللبنانية ، والطريق اللبنانية.

## عمله بالإذاعة والتلفزيون
عمل مقدماً لبرنامج فكر وإيقاع بإذاعة أمدرمان عام 1974 بالاشتراك مع الأستاذ عبد الكريم الكابلي و من إخراج الأستاذ صلاح الدين الفاضل، حيث تم تقديم الإعلامية الراحلة ليلى المغربي لأول مرة و التي اشتركت معهما في تقديم البرنامج. نال البرنامج الجائزة الثالثة لبرامج الإذاعات العربية بالكويت 1974. كما أعد وقدم برنامج الشرف الجديدة بإذاعة أم درمان أيضا. حوّل كتابه "قراءة في قصيدة الجمال" إلى برنامج إذاعي وكان له صدى كبير في التلفزيون السوداني. قدم برنامج الأدب والثقافة للدورة 1972-1973إلى جانب العديد من أشهر البرامج التلفزيونية الكبرى وأبرزها برنامج (بعض الرحيق).

## مؤلفاته[5][15][16]
- أصول الشعر السوداني، بحث التخرج من كلية الآداب جامعة الخرطوم بمرتبة الشرف، دار الحياة، بيروت 1974م.[3][4]
- نقوش على قبر الخليل، الطابع السوداني (د. ت) 1975م.
- اتجاهات الشعر السوداني المعاصر بعد الحرب العالمية الثانية، ، دار الخرطوم 1994م.
- السودان والأفريقانية، مركز الدراسات الإستراتيجية 1997م. ترجم للإنجليزية والفرنسية والبرتغالية.
- قراءة في قصيدة الجمال، مقاربة نقدية في التذوق الفني ما بين قصيدة التجاني يوسف بشير (النائم المسحور) و باليه الجمال النائم لتشايكوفسكي ، مؤسسة أروقة للثقافة والعلوم 2003م.
- عناق الأشرعة، مقاربة نقدية بين خليل فرح وسيد درويش، مركز عبد الكريم ميرغني الثقافي 2005م.
- حداثة الموروث: أو قراءة ثانية في لوح الإثبات، تحليل لأعمال الراحل محمد المهدي المجذوب، دار رؤية للنشر والتوزيع القاهرة 2007م.
- عزف منفرد علي الرصاص، قصص قصيرة، دار رؤية للنشر والتوزيع القاهرة 2007م.

## الأوسمة والجوائز[5]
- جائزة الدولة التشجيعية للآداب والفنون في النقد الأدبي.
- وسام العلم والآداب الذهبي وجائزة الدولة التكريمية 1997.
- وسام الجمهورية بدرجة الاستحقاق بدرجة قائد من جمهورية أفريقيا الوسطى.